# Konsolidacja (informatyka)
Konsolidacja, pop. „linkowanie” (od ang. link, „łączyć”) – proces polegający na połączeniu skompilowanych modułów (plików zawierających kod obiektowy lub plików bibliotek statycznych) i utworzeniu pliku wykonywalnego lub – rzadziej – innego pliku obiektowego. Dodatkowo podczas konsolidacji do pliku wynikowego mogą być dołączone odpowiednie nagłówki i informacje charakterystyczne dla konkretnego formatu pliku wykonywalnego. Narzędziem które służy do konsolidacji jest konsolidator (pop. „linker”).